# زائيف بن حاييم
زائيف فولف غولدمان (عرف فيما بعد باسم زئيف بن حاييم) (بالعبرية: זאב בן-חיים‏) (28 ديسمبر 1907 – 6 أغسطس 2013)،  لغوي إسرائيلي رائد ورئيس سابق لأكاديمية اللغة العبرية .
في عام 1964 مُنح بن حاييم جائزة إسرائيل للدراسات اليهودية . 

## سيرة شخصية
ولد بن حاييم في موشيسكا في منطقة غاليسيا، التي كانت وقتها جزءا من الإمبراطورية النمساوية المجرية وتقع حاليا في أوكرانيا). تلقى تعليمه في شبابه من قبل مدرسين خاصين وأكمل لاحقًا دراسته الثانوية في مدرسة ثانوية حيث درس اللغات الكلاسيكية. وغادر غاليسيا للدراسة في منحة دراسية في المدرسة اللاهوتية اليهودية في بريسلاو، وبالتوازي مع ذلك، درس في جامعة فريدريش فيلهلم في شليزيا، حيث حصل على درجة الدكتوراه في علم اللغات السامية . أمضى سنة في فلسطين تحت الانتداب البريطاني عام 1931، حيث درس في معهد الدراسات اليهودية في الجامعة العبرية في القدس . قدم أطروحته لنيل الدكتوراه عام 1932 في موضوع الأسماء الشخصية بالخط النبطي . في عام 1933، حصل على السيمخاه من المدرسة اللاهوتية اليهودية في بريسلاو بالإضافة إلى الدكتوراه. " 
هاجر في نهاية عام 1933 إلى فلسطين تحت الانتداب البريطاني. وفي العام التالي، عين سكرتيرًا للجنة اللغة العبرية (الهيئة السابقة لأكاديمية اللغة العبرية)، وعمل عن كثب مع رئيس اللجنة حاييم نحمان بياليك في الأشهر الأخيرة قبل وفاته المفاجئة. حاضر بن حاييم في اللغة العبرية في الجامعة العبرية في القدس من عام 1948، وأصبح أستاذًا متفرغًا في عام 1955 وتقاعد في عام 1976.
بين عامي 1955 و1965، كان محررًا لمجلة Leshoneynu ( لغتنا)، وهي النشرة الدورية الرئيسية لأكاديمية اللغة العبرية. في عام 1961 عين نائبًا لرئيس أكاديمية اللغة العبرية، وفي نفس العام عين رئيساً لمشروع المعجم التاريخي اللغة العبرية، وظل بهذا المنصب حتى عام 1992. في عام 1973، بعد وفاة نافتالي هيرتس تور سيناي، تم تعيين بن حاييم رئيساً ثانياً لمجمع اللغة العبرية، وشغل هذا المنصب حتى عام 1981.
عاش بن حاييم في القدس حتى وفاته عن عمر يناهز 105 عامًا.

## الجوائز والتكريم
- في عام 1964 مُنح بن حاييم جائزة إسرائيل للدراسات اليهودية . [4]
- في عام 1966 أصبح عضوًا في الأكاديمية الإسرائيلية للعلوم والعلوم الإنسانية
- في عام 1971 حصل على جائزة روتشيلد للدراسات اليهودية.

## الأعمال المنشورة
نشر بن حاييم العديد من الكتب والمقالات على مر سنوات حياته. وفيما يلي مجموعة مختارة من هذه الأعمال:
- بين عامي 1957 و 1977، نشر في خمسة مجلدات أعماله العبرية الضخمة عن التقاليد العبرية والآرامية للسامريين ،
- «ملاحظات حول المعجم العبري والآرامي من التقليد السامري» - لايدن 1967.
- النضال من أجل اللغة - القدس 1992.
- قواعد اللغة العبرية السامرية: استنادًا إلى تلاوة القانون مقارنة بالتقاليد الطبرية والتقاليد اليهودية الأخرى، نسخة منقحة باللغة الإنجليزية، بمساعدة أ.تال - القدس ووينونا ليك (ردمك 1-57506-047-7)